# Honey Thaljieh
Honey Thaljieh (Belén, 1984) es una futbolista y activista palestina, confundadora de la selección femenina de fútbol de Palestina.

## Trayectoria
Nació en una familia cristiana en 1984 en Belén, donde jugó al fútbol desde su infancia. En 2003, junto a la profesora Samar Araj, creó el primer equipo de fútbol femenino de Palestina. Dos años después, la Asociación Palestina de Fútbol autorizó que se creara la selección femenina, con la que Thaljieh jugó su primer partido internacional contra Jordania y de la fue capitana. Además, impulsó la creación de la primera liga nacional femenina de Palestina, y participó en el campeonato de la Federación de Fútbol del Oeste de Asia, entre otros torneos. El 29 de octubre de 2009, jugó su primer su primer partido internacional en Palestina, en Cisjordania. Se retiró del fútbol como jugadora por lesiones. Jugaba como delantera.
En 2012, obtuvo un Máster FIFA del Centro Internacional de Estudios de Deporte (CIES) en Suiza, convirtiéndose en la primera persona de Oriente Próximo y la primera mujer del mundo en conseguirlo.  Fue contratada como directora de comunicación corporativa de la FIFA, para trabajar en proyectos futbolísticos en favor de la igualdad de género, la educación y la paz.
Se convirtió en miembro del consejo Superior de Juventud y Deporte de Palestina. Además, ha colaborado con diversos proyectos sociales, como la Copa Mundial de Fútbol Calle, Save the Peace o Football Council of Youth. También ha sido ponente en varias conferencias, organizaciones y universidades internacionales, y ha impartido dos charlas en TEDx, una en Zúrich y otra en Lausana.

## Reconocimientos
Fue una de las protagonistas de la película Gilles Rof,  presentada por Éric Cantona, Los rebeldes del fútbol 2.
Como activista, fue reconocida como Champion for Peace por la organización Peace and Sport. En marzo de 2023, fue nombrada embajadora del Athletic Club por su lucha por la igualdad de género y de la paz, siendo la primera mujer en recibir este reconocimiento.